# Bazín
El bazín (también escrito como bazeen; en árabe: بازين‎) es un alimento originario de Libia. El ingrediente principal es la harina de cebada, que a veces se mezcla con harina de trigo. El bazín suele servirse con salsa de tomate, huevos, patatas y carne de cordero.

## Descripción
Surgió como alimento básico de las regiones árabes de Libia, aunque ahora es bien conocido en todo Libia, el Magreb y a nivel internacional y, por lo general, sólo se come en días especiales como el viernes.
La masa del bazín está hecha de una mezcla de harina de cebada (200 gramos por persona) y harina de trigo (15 gramos por persona). La harina se hierve en agua con sal hasta formar una masa dura, y luego se le da forma de cúpula redondeada y alisa y se situada en el centro del plato.
La forma tradicional de hacer bazín es formar la masa en pasteles de tamaño de la palma, y cocerla en agua en una olla de cobre especial llamada qidir. Las tortas de cebada, que se ha solidificado, en la olla se dividen con una gran cuchara plana de madera y se mezclan entre sí para formar una sola pieza de gran tamaño. Hoy en día, se utilizar frecuentemente la mezcladora, o bien la masa se cocina inmediatamente en el agua como un pudín.
La salsa bazín se hace friendo la carne (preferentemente el hombro o la pierna) con cebolla picada, cúrcuma, sal, chili en polvo, helba (alholva también llamado fenogreco), pimentón dulce, pimienta negra y tomate molido. Se pueden añadir también habas, lentejas y patatas. La salsa, los huevos con cáscara, las patatas y la carne están dispuestas alrededor de la cúpula de la masa. El plato suele servirse con limón y con chilis o bien frescos o bien imsaiyar (en vinagre) (se dice que los chilis imsaiyar son los más adecuados para el cuscús, debido a la textura más seca del alimento, y no para el bazín; los chilis verdes son la opción más tradicional para el bazín).